# Cidra (Añasco)
Cidra es un barrio ubicado en el municipio de Añasco en el estado libre asociado de Puerto Rico. En el Censo de 2010 tenía una población de 326 habitantes y una densidad poblacional de 115,16 personas por km².

## Geografía
Cidra se encuentra ubicado en las coordenadas 18°17′00″N 67°6′11″O / 18.28333, -67.10306. Según la Oficina del Censo de los Estados Unidos, Cidra tiene una superficie total de 2.83 km², de la cual 2.76 km² corresponden a tierra firme y (2.56%) 0.07 km² es agua.

## Demografía
Según el censo de 2010, había 326 personas residiendo en Cidra. La densidad de población era de 115,16 hab./km². De los 326 habitantes, Cidra estaba compuesto por el 88.65% blancos, el 2.76% eran afroamericanos, el 7.06% eran de otras razas y el 1.53% pertenecían a dos o más razas. Del total de la población el 100% eran hispanos o latinos de cualquier raza.